# Albertini (famiglia)

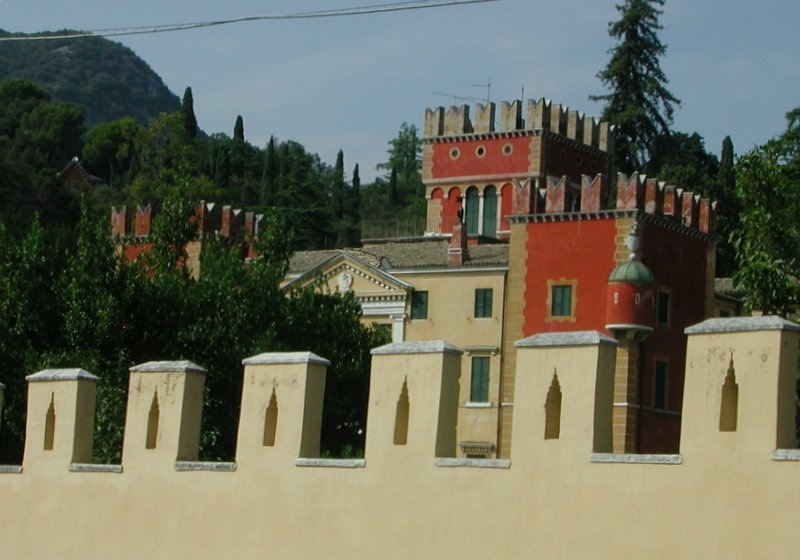
Garda, Villa Albertini

Albertini, nobile famiglia toscana discendente dai conti di Prato.

## Storia
Si hanno notizie della famiglia di parte ghibellina a partire dall'XI secolo. Un ramo della famiglia si trapiantò a Firenze, dove vissero fino al 1635. Tra gli esponenti illustri è annoverato il cardinale Niccolò Albertini (1250-1321).
Alcuni membri verso il 1370 si trasferirono a Mantova, dove occuparono cariche importanti alla corte dei Gonzaga. Francesco Albertini rappresentò Francesco I Gonzaga per procura nel matrimonio con Agnese Visconti. Il figlio, Carlo Albertini, ottenne nel 1411 il feudo di Piubega, del quale fu spogliato nel 1414 per avere tramato contro i Gonzaga.
Nel 1635 un ramo degli Albertini si trasferì a Verona e ascritta a quella nobiltà.